# San Francisco Libre
San Francisco Libre é um município da Nicarágua, situado no departamento de Manágua. Tem 668 km² de área e sua população em 2020 foi estimada em 11.204 habitantes.